# مارك كينيدي (لاعب كرة قدم)
مارك كينيدي (بالإنجليزية: Mark Kennedy)‏ (15 مايو 1976 بدبلن في جمهورية أيرلندا - ) هو لاعب كرة قدم أيرلندي في مركز جناح ‏. شارك مع منتخب جمهورية أيرلندا تحت 17 سنة لكرة القدم ومنتخب جمهورية أيرلندا تحت 21 سنة لكرة القدم ومنتخب جمهورية أيرلندا لكرة القدم. أما مع النوادي، فقد لعب مع إيبسويتش تاون وكارديف سيتي وكريستال بالاس وكوينز بارك رينجرز ومانشستر سيتي ونادي ليفربول ونادي ميلوول ووولفرهامبتون واندررز ونادي ويمبلدون.

## وصلات خارجية
- مارك كينيدي على موقع الاتحاد الأوربي (الإنجليزية)
- مارك كينيدي على موقع قاعدة بيانات كرة القدم.إي يو (الإنجليزية)
- مارك كينيدي على موقع ناشيونال فوتبول تيمز (الإنجليزية)
- مارك كينيدي على موقع Soccerbase.com (لاعب) (الإنجليزية)
- مارك كينيدي على موقع Soccerway.com (الإنجليزية)
- مارك كينيدي على موقع عالم كرة القدم.نت (الإنجليزية)